# Pachytrachelus
Pachytrachelus cribriceps es una  especie de coleóptero adéfago de la familia Carabidae y el único miembro del género monotípico Pachytrachelus.